# Tarah Murrey
Tarah Murrey est une joueuse de volley-ball américaine née le 28 mars 1990 à Santa Clara (Californie). Elle mesure 1,92 m et joue au poste de réceptionneuse-attaquante.

## Clubs
| Club                              | De        | À         |
| --------------------------------- | --------- | --------- |
| University of California-Berkeley | 2008-2009 | 2010-2011 |
| Cuatto Giaveno Volley             | 2012-2013 | 2012-2013 |
| Vaqueras de Bayamón               | mars 2013 | mai 2013  |

## Palmarès

### Équipe nationale
- Championnat d'Amérique du Nord des moins de 18 ans
  - Vainqueur : 2006.

### Distinctions individuelles
- Championnat d'Amérique du Nord de volley-ball féminin des moins de 18 ans 2006: Meilleur marqueuse, meilleur attaquante et MVP.